# Asociación Deportiva y Comité Olímpico Nacional de Tonga
La Asociación Deportiva y Comité Olímpico Nacional de Tonga es la entidad encargada del Deporte en Tonga y forma parte del Comité Olímpico Internacional y de los Comités Olímpicos Nacionales de Oceanía.

## Historia
La entidad fue creada en 1963 y se integró a los Comités Olímpicos Nacionales de Oceanía para participar en los Juegos del Pacífico.
En 1984 se integró al Comité Olímpico Internacional para participar en los Juegos Olímpicos, de los que participa desde la edición de Los Ángeles 1984.